# موستون إيست (تشيشير)
مستون ايست (بالإنجليزية: Moston, Cheshire East)‏ هي قرية وأبرشية مدنية تقع في المملكة المتحدة في إنجلترا. يقدر عدد سكانها بـ 375 نسمة .